# Victor Schertzinger
Victor Schertzinger (Mahanoy City, 8 aprile 1890 – Hollywood, 26 ottobre 1941) è stato un compositore, sceneggiatore, regista e produttore cinematografico statunitense.
La sua attività di compositore unita a quella di regista resta inusuale nel panorama del cinema hollywoodiano. Numerosi suoi lavori musicali furono utilizzati per i film da lui diretti. Schertzinger ottenne il primo premio Oscar alla migliore colonna sonora nel 1935 per Una notte d'amore, film che era stato candidato anche per la miglior regia.

## Biografia
Nato in Pennsylvania nel 1890, Victor Schertzinger iniziò a suonare a otto anni. Studiò musica alla Brown University e all'Università di Bruxelles, diventando un virtuoso del violino e girando poi l'Europa tenendo dei concerti. Ritornato negli Stati Uniti, andò a vivere a Los Angeles dove diventò direttore d'orchestra.
Nel 1916 si avvicinò al mondo del cinema, componendo l'accompagnamento musicale per Civilization, un kolossal prodotto da Thomas H. Ince. Ince, colpito dal suo stile e visto che Charles Ray, star del cinema muto, si trovava molto a suo agio a lavorare con il compositore, pensò di affidare a Schertzinger la regia dei film di Ray, molti dei quali furono dei successi al botteghino.
Il vero successo per lui arrivò però con il passaggio del cinema al sonoro, quando Schertzinger poté unire i suoi talenti - quello di compositore e quello di regista - nelle commedie da lui girate per la Paramount e per altri studi hollywoodiani.
Nei primi anni quaranta, diresse alcuni dei musical della serie Road to..., La danzatrice di Singapore (1940) e Avventura a Zanzibar (1941), che avevano come protagonisti Bing Crosby e Bob Hope,
Era sposato con Julia E. Nicklin Schertzinger (1890-1987).

### Morte
Victor Schertzinger morì il 26 ottobre 1941 per un attacco cardiaco poco tempo dopo aver completato The Fleet's In, il suo ultimo film che uscì nel 1942. È sepolto al Forest Lawn Memorial Park di Glendale.

## Filmografia parziale

### Compositore
- Robin Hood, regia di Theodore Marston (1913)
- The Edge of the Abyss, regia di Walter Edwards (1915)
- The Winged Idol, regia di Scott Sidney (1915)
- The Beckoning Flame, regia di Charles Swickard (1915)
- Il vendicatore (Hell's Hinges), regia di Charles Swickard e, non accreditati, William S. Hart e Clifford Smith (1916)
- Civilization, regia di Reginald Barker, Thomas H. Ince, Raymond B. West e altri (1916)
- The Three Musketeers, regia di Charles Swickard (1916)
- The Conqueror, regia di Reginald Barker (1916)
- Princess of the Dark, regia di Charles Miller - musiche originali (1917)
- Sahara, regia di Arthur Rosson - arrangiamenti (1919)
- L'onore del nome (Other Men's Wives), regia di Victor Schertzinger - musiche (1919)
- Zander the Great, regia di George W. Hill (1925)
- Man and Maid, regia di Victor Schertzinger (1925)
- Il principe consorte (The Love Parade), regia di Ernst Lubitsch (1929)
- La sfinge dell'amore (Friends and Lovers) (1931)
- L'amore è un'altra cosa (Cocktail Hour), regia di Victor Schertzinger (1933)
- Una notte d'amore (One Night of Love), regia di Victor Schertzinger (1934)
- Sulle ali della canzone (Love Me Forever), regia di Victor Schertzinger (1935)
- Paradisi artificiali (The Music Goes 'Round) (1936)
- Una donna qualunque (And So They Were Married) (1936)
- Hollywood (Something to Sing About) (1937)
- Frutto proibito (The Major and the Minor), regia di Billy Wilder (1942)
- La fiamma del peccato (Double Indemnity), regia di Billy Wilder - singolo Tangerine (1944)

### Regista
- The Pinch Hitter (1917)
- The Millionaire Vagrant  (1917)
- The Clodhopper (1917)
- Sudden Jim (1917)
- The Son of His Father (1917)
- His Mother's Boy (1917)
- The Hired Man (come Victor L. Schertzinger) (1918)
- The Family Skeleton, co-regia di Jerome Storm (1918)
- Playing the Game (1918)
- His Own Home Town (come Victor L. Schertzinger) (1918)
- The Claws of the Hun (1918)
- A Nine O'Clock Town (1918)
- Coals of Fire (1918)
- Quicksand (1918)
- String Beans (1918)
- Hard Boiled (1919)
- Extravagance (1919)
- The Sheriff's Son  (1919)
- The Homebreaker (1919)
- Il fiore dei boschi (The Lady of Red Butte) (1919)
- When Doctors Disagree (1919)
- L'onore del nome (Other Men's Wives) (1919)
- Upstairs (1919)
- The Peace of Roaring River, co-regia di Hobart Henley (1919)
- Jinx (1919)
- Pinto (1920)
- The Blooming Angel (1920)
- Due sorelle meravigliose (The Slim Princess) (1920)
- La bella spagnola (What Happened to Rosa) (1920)
- The Concert (1921)
- Made in Heaven (1921)
- Beating the Game (1921)
- Head over Heels, co-regia di Paul Bern (1922)
- Mr. Barnes of New York (1922)
- The Bootlegger's Daughter (1922)
- Scandalous Tongues (1922)
- The Kingdom Within (1922)
- Dollar Devils (1923)
- Refuge (1923)
- The Lonely Road (1923)
- The Man Next Door (1923)
- The Scarlet Lily (1923)
- Long Live the King (1923)
- The Man Life Passed By (1923)
- Chastity (1923)
- A Boy of Flanders (1924)
- Bread (1924)
- Flaming Love (1925)
- Il trionfo dell'onestà (Man and Maid) (1925)
- The Wheel (1925)
- Thunder Mountain (1925)
- La frontiera del sole (The Golden Strain) (1925)
- Siberia (1926)
- Il giglio (The Lily) (1926)
- The Return of Peter Grimm (1926)
- Follia di palcoscenico (Stage Madness) (1927)
- Il cuore di Salomè (The Heart of Salome) (1927)
- La baccante (The Secret Studio) (1927)
- The Showdown (1928)
- Eliotropio (Forgotten Faces) (1928)
- Redskin (1929)
- Nothing but the Truth (1929)
- The Wheel of Life (1929)
- Fashions in Love (1929)
- The Laughing Lady (1929)
- Paramount Revue (Paramount on Parade) (1930)
- Safety in Numbers (1930)
- Galas de la Paramount (1930)
- Heads Up (1930)
- Madame Julie (The Woman Between) (1931)
- La sfinge dell'amore (Friends and Lovers) (1931)
- Strange Justice (1932)
- Uptown New York (1932)
- The Constant Woman (1933)
- L'amore è un'altra cosa (Cocktail Hour) (1933)
- My Woman (1933)
- Beloved (1934)
- Una notte d'amore (One Night of Love) (1934)
- Viviamo stanotte (Let's Live Tonight) (1935)
- Sulle ali della canzone (Love Me Forever) (1935)
- The Return of Peter Grimm (film 1935)The Return of Peter Grimm, co-regia di George Nichols Jr. (1935)
- Paradisi artificiali (The Music Goes Round) (1936)
- Hollywood (Something to Sing about) (1937)
- The Mikado (1939)
- La danzatrice di Singapore (Road to Singapore) (1940)
- Rhythm on the River (1940)
- Avventura a Zanzibar (Road to Zanzibar) (1941)
- Kiss the Boys Goodbye (1941)
- Birth of the Blues (1941)
- La fortezza s'arrende (The Fleet's In) (1942)

### Sceneggiatore
- A Nine O'Clock Town, regia di Victor Schertzinger - soggetto (1918)
- Pinto, regia di Victor Schertzinger - sceneggiatura (1920)
- Sulle ali della canzone (Love Me Forever), regia di Victor Schertzinger - soggetto (1935)

### Produttore
- L'amore è un'altra cosa (Cocktail Hour), regia di Victor Schertzinger - produttore, non accreditato (1933)

## Galleria d'immagini

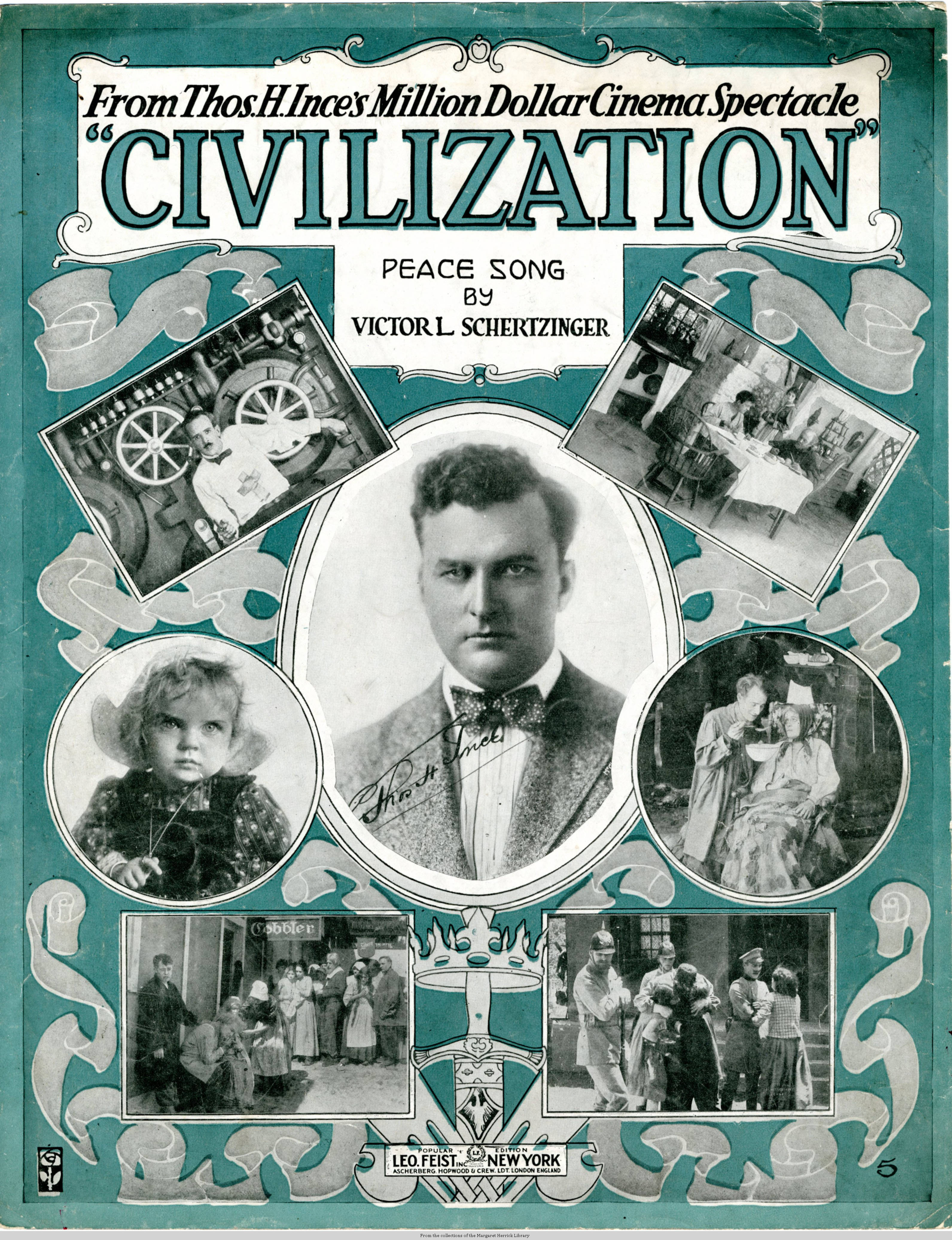
Copertina spartito di Civilisation (1916)
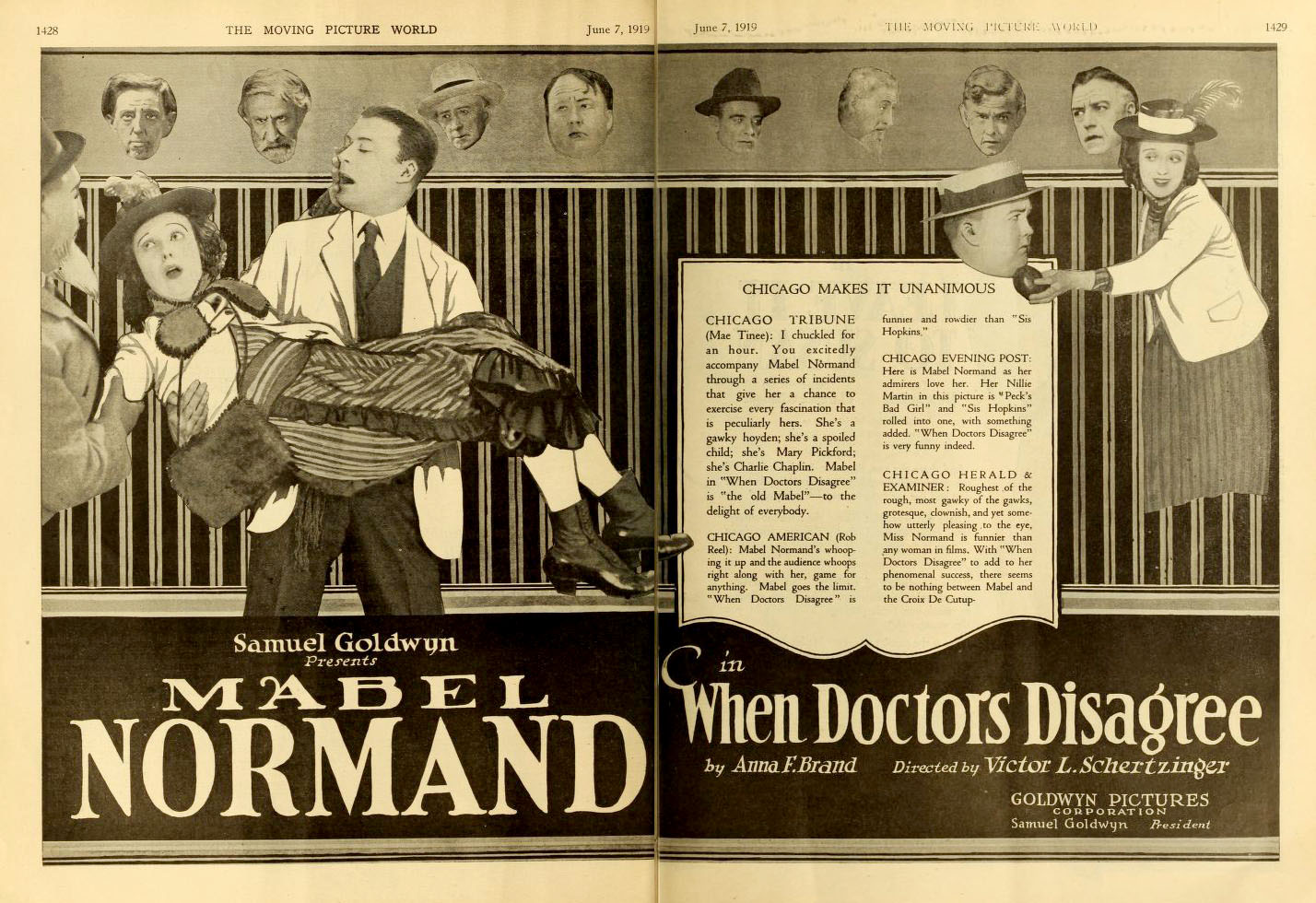
When Doctors Disagree (1919)
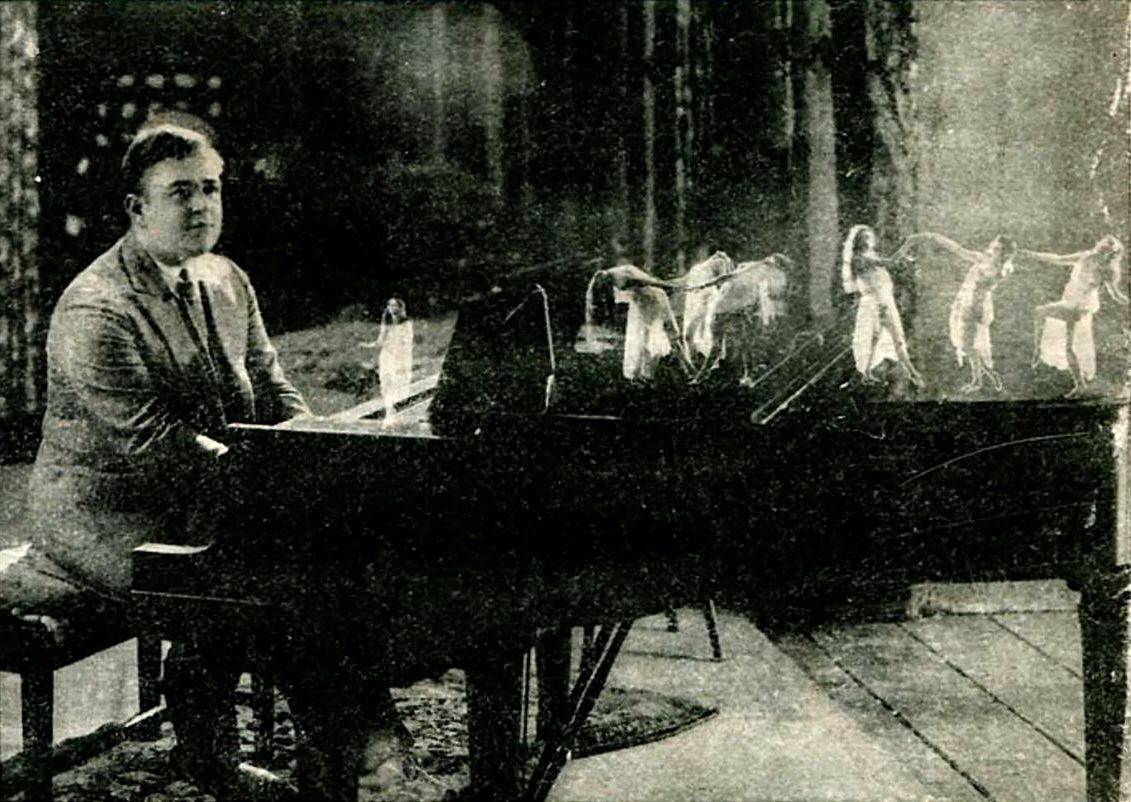
Victor Schertzinger (1921)